# Ifon
Ifon este un oraș din Ose, statul Ondo, Nigeria. Se află la 33 de km de Owo.